# Вінчестер (Оклахома)
Вінчестер (англ. Winchester) — місто (англ. town) в США, в окрузі Окмалгі штату Оклахома. Населення — 546 осіб (2020).

## Географія
Вінчестер розташований за координатами 35°47′26″ пн. ш. 95°59′54″ зх. д. / 35.79056° пн. ш. 95.99833° зх. д. (35.790605, -95.998325).  За даними Бюро перепису населення США в 2010 році місто мало площу 13,98 км², уся площа — суходіл.

## Демографія
Згідно з переписом 2010 року, у місті мешкало 516 осіб у 194 домогосподарствах у складі 149 родин. Густота населення становила 37 осіб/км².  Було 217 помешкань (16/км²).
Расовий склад населення:
| - 81,8 % — білих - 7,2 % — корінних американців - 1,2 % — чорних або афроамериканців - 4,1 % — осіб інших рас |

До двох чи більше рас належало 5,8 %. Частка іспаномовних становила 5,0 % від усіх жителів.
За віковим діапазоном населення розподілялося таким чином: 24,4 % — особи молодші 18 років, 62,4 % — особи у віці 18—64 років, 13,2 % — особи у віці 65 років та старші. Медіана віку мешканця становила 43,4 року. На 100 осіб жіночої статі у місті припадало 109,8 чоловіків;  на 100 жінок у віці від 18 років та старших — 104,2 чоловіків також старших 18 років.
Середній дохід на одне домашнє господарство  становив 55 424 долари США (медіана — 41 332), а середній дохід на одну сім'ю — 69 940 доларів (медіана — 52 679). За межею бідності перебувало 11,7 % осіб, у тому числі 13,8 % дітей у віці до 18 років та 7,3 % осіб у віці 65 років та старших.
Цивільне працевлаштоване населення становило 261 осіб. Основні галузі зайнятості: виробництво — 29,1 %, будівництво — 12,6 %, освіта, охорона здоров'я та соціальна допомога — 12,3 %.